# 坪野平太郎

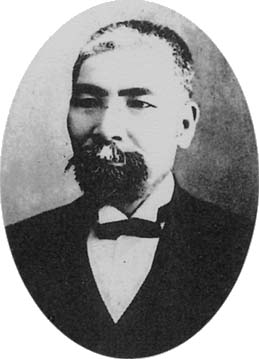
坪野平太郎

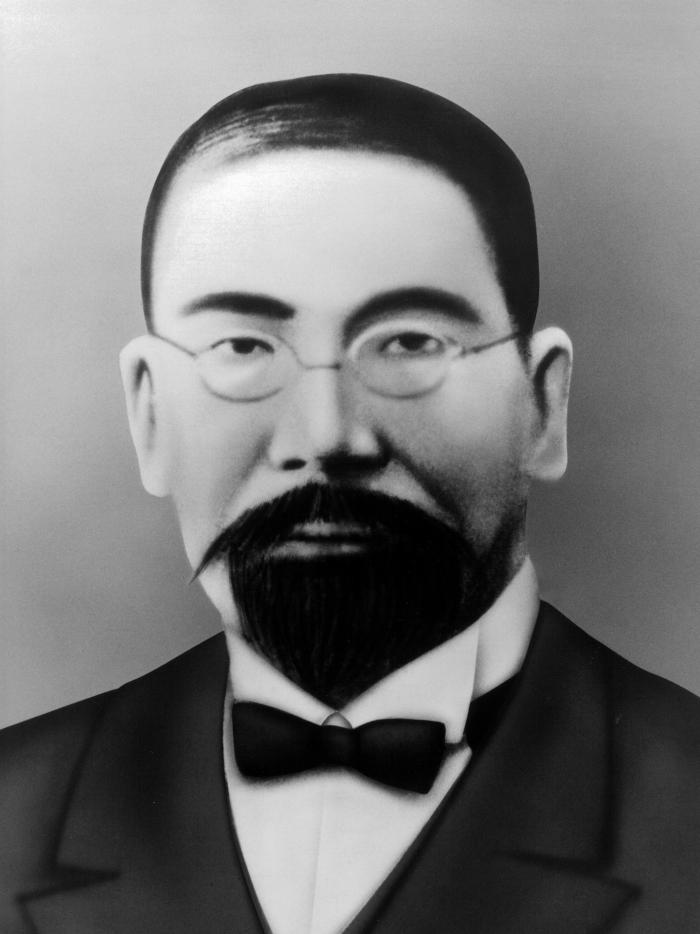
坪野平太郎

坪野 平太郎（つぼの へいたろう、1859年8月31日（安政6年8月4日）- 1925年（大正14年）5月29日）は、日本の教育者、政治家。第2代神戸市長（在任：1901年5月27日 - 1905年3月17日）。号は南陽（なんよう）。石川県出身。

## 生涯
1859年（安政6年）、石川県に生まれる。1886年（明治19年）に東京帝国大学法科卒業。
病気療養のために安房郡北条（現：千葉県館山市）に滞在する。北条滞在中は同地に英語学校を開校し、英語やテニスを教えた他、房州が避暑避寒、海水浴に最適であることを全国に紹介したといわれる。
その後は外交官（中国副領事）、逓信省参事官、逓信大臣（後藤象二郎）秘書官、神戸郵便電信局長、日本貿易銀行支配人、兵庫県立商業学校（後の兵庫県立神戸商業高等学校）校長を経て、1901年（明治34年）に第2代神戸市長に就任した。

### 神戸市長時代

#### 職員70人を解雇
坪野は就任早々、部長・課長を含む市職員約70人を解雇した。坪野の狙いは前市長鳴滝幸恭時代の情実人事を一掃することにあったとされる。この動きは大きな波紋を呼び、神戸市会は市長の年俸を2500円から2000円に減額した。
なお、解雇された職員の中には後の第4代神戸市長鹿島房次郎もいた。後に市議となった鹿島は坪野を激しく追及し、辞任に追い込む一因を作り出したとされる。

#### 教育行政
坪野の在任中、神戸市政の大きな課題となっていたのは教育分野における児童増加への対応であった。当時、神戸市の就学児童の激増と、小学校令の改正により、学校教室が大幅に不足していた。そこで坪野は、学校増設を計画し、1901年（明治34年）に7校増設した。しかしそれでも教室の絶対的不足は解消せず、一方で当時南下政策を続けるロシアに対する備えの必要から軍事費が膨張し、教育費が削減される傾向があった。
坪野はその打開策として「二部教授」（半日教授）、すなわち学年のクラスを午前と午後とに分け、一人の教師がそれぞれ授業を行う方式を導入した。この方式には教師の体力的負担増などを理由に反対論も出たが、坪野は二部教授の担当者に手当てを支給することで反対意見を収めた。
また、坪野は学校教育を監督し教員の任免権をも有する「市視学」という役職を設け、毎日夕食時に市視学からの学校視察の状況報告を受けた。坪野は「善人を育てるには善人の教師が必要だ」という考え、市視学に対し市内の全教師400人の「善人」の程度を五段階で評価して内密に報告するよう命じていた。
教育分野におけるその他の政策としては、当時女性教師を排斥・冷遇する傾向が強かった中で、「小学校が家庭の延長である以上、児童の教養に必要な母性愛は欠かせられない」との考えから、女性教員を積極的に増員したことや、働く子供に教育の機会を提供する民間有志の夜学会を私立夜学校と改称した上で補助を行ったことが挙げられる。こうした施策から坪野は「教育市長」と呼ばれた。

#### 六甲山への植林
坪野は当時相次いでいた水害への対策に思案を巡らせる中で、水源確保と砂防を目的として六甲山への植林を考案した。第一期計画として73万3000本を植林すると神戸区や葺合区がこれに倣い、区有林への植林を行った。後の六甲山が緑豊かな景観をもつようになったのは坪野の植林がきっかけであると評価されている。

#### 辞任
1905年（明治38年）3月、坪野は東山避病院敷地買収を巡り、助役と共に引責辞任した。これは神戸市が敷地を直接購入することは憚られるとして参事会員名義で購入した後で移転登記させた行為について、市会側が反発し事後承認を拒んだことによるものであった。
「直情径行の人物」と評された坪野は任期中、「市会の反対にあって何一つ思うようになら」ないと評されるほど市会と対立した。

### 神戸市長辞任後

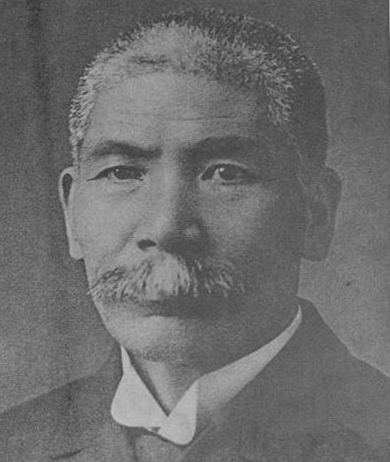
晩年の坪野平太郎

市長辞任後は再び教育界に身を投じ、県市教育長を経て1908年（明治41年）に山口高等商業学校（後の山口大学）校長、1911年（明治44年）に東京高等商業学校（後の一橋大学）第16代校長に就任した。
当時、1909年（明治42年）の東京高等商業学校専攻部廃止令が、1908年（明治41年）、1909年（明治42年）の「申酉事件」により、専攻部を4年間存続させることとなり、その期限が迫っていた。坪野は渋沢栄一らと共に奔走を続け、1912年（明治45年）に、その廃止令の撤回に成功した。1914年（大正3年）8月、坪野は病気のため校長を辞職した。
校長辞職後は再び千葉県安房郡北条町に滞在し、かつての英語学校を再開させた。1919年（大正8年）には東京小石川に「安房育英会」を設立し、安房出身の在京者を援助した。1923年（大正12年）の関東大震災後は神戸市に転居し、1925年（大正14年）、65歳で死去した。坪野の名言として、「土地に惚れ 女房に惚れて その上に 仕事に惚れる ひとは仕合」が残っている。墓所は館山市の慈恩院。

## 年譜
- 1859年（安政6年） - 出生。
- 1886年（明治19年） - 東京帝国大学法科卒業。
- 1901年（明治34年） - 神戸市第2代市長に就任。
- 1908年（明治41年） - 山口高等商業学校（現：山口大学）第3代校長に就任。
- 1911年（明治44年） - 東京高等商業学校（現：一橋大学）第16代校長に就任。
- 1925年（大正14年） - 神戸市にて死去。

## 栄典
- 1897年（明治30年）11月30日 - 正六位[18]

## 著書
- 『快馬一鞭』（1914年）
- 『叱牛録』（1925年）